# 括州
括州（かつしゅう）は、中国にかつて存在した州。隋代から唐代にかけて、現在の浙江省麗水市一帯に設置された。

## 隋代
589年（開皇9年）、隋が南朝陳を滅ぼすと、処州が置かれた。592年（開皇12年）、処州は括州と改められた。607年（大業3年）に州が廃止されて郡が置かれると、括州は永嘉郡と改称され、下部に6県を管轄した。隋代の行政区分に関しては下表を参照。
| 隋代の行政区画変遷 | 隋代の行政区画変遷                 | 隋代の行政区画変遷          | 隋代の行政区画変遷 | 隋代の行政区画変遷 | 隋代の行政区画変遷                        |
| 区分               | 開皇元年                           | 開皇元年                    | 開皇元年           | 区分               | 大業3年                                   |
| ------------------ | ---------------------------------- | --------------------------- | ------------------ | ------------------ | ----------------------------------------- |
| 州                 | 東揚州                             | 東揚州                      | 東揚州             | 郡                 | 永嘉郡                                    |
| 郡                 | 永嘉郡                             | 臨海郡                      | 章安郡             | 県                 | 括蒼県 永嘉県 安固県 松陽県 臨海県 始豊県 |
| 県                 | 永寧県 安固県 松陽県 楽成県 横陽県 | 臨海県 楽安県 寧海県 始豊県 | 章安県             | 県                 | 括蒼県 永嘉県 安固県 松陽県 臨海県 始豊県 |

## 唐代
621年（武徳4年）、唐が李子通を平定すると、永嘉郡は括州と改められた。742年（天宝元年）、括州は縉雲郡と改称された。758年（乾元元年）、縉雲郡は括州の称にもどされた。括州は江南東道に属し、麗水・松陽・縉雲・青田・遂昌・竜泉の6県を管轄した。779年（大暦14年）、徳宗の諱を避けるため、括州は処州と改められた。